# Elvis Gratton (série de films)
 (août 2025).
Si vous disposez d'ouvrages ou d'articles de référence ou si vous connaissez des sites web de qualité traitant du thème abordé ici, merci de compléter l'article en donnant les références utiles à sa vérifiabilité et en les liant à la section « Notes et références ».
 Pour plus de détails, voir Fiche technique et Distribution
Elvis Gratton est une série de 3 films québécois réalisés par Pierre Falardeau. La franchise est également adaptée en série télévisée de 41 épisodes.

## Films
Elvis Gratton : Le King des kings
Le film tourne autour de Bob Gratton (joué par Julien Poulin, qui a coécrit et codirigé les films avec Falardeau) qui a une passion envers le chanteur Elvis Presley. Son but dans la vie est de devenir le meilleur imitateur d'Elvis, et est réalisé lors d'une exposition locale de talent de télévision. Il parvient à gagner un concours qui offre une croisière et des vacances sur l'île fictive de Santa Banana. Quelque temps après son retour de vacances, Gratton doit mettre son costume d'Elvis une fois de plus, mais puisqu'il a pris du poids, il a du mal à l'enfiler. Il s'effondre sur la scène pendant une performance.
Une scène du film est particulièrement forte en symbolisme. On y montre Elvis en pleine séance de photo avec un photographe joué par Falardeau. On y voit Elvis, tout habillé de rouge, devant un décor rouge, tenir un discours violent contre les pauvres, les étudiants, les syndicalistes, etc. Le photographe, vêtu de bleu sur un fond bleu, se contente de lui dire : « C'est ça mon Bob. Un peu plus à droite. » La phrase finale de son discours droitiste, « Pis avec Groleau, m'a l'avoir mon parmi de bière, yeah! » est accompagné de ce qui s'apparente à un salut hitlérien. On pourra voir la même association des nazis avec la droite contemporaine dans le troisième film, où l'on montre un drapeau américain en alternance avec l'insigne national-socialiste, et des images des discours de Nuremberg avec des images d'Américains agitant leur drapeau avec une ferveur quasi religieuse.
Elvis Gratton II : Miracle à Memphis
Le film tourne autour des aventures de Gratton après avoir été découvert par un imprésario de renom (D-Bill), et de son accession à la gloire en tant que vedette de la musique populaire.
Elvis Gratton XXX : La Vengeance d'Elvis Wong
Le film voit Gratton à la tête d'une compagnie de communication(radio-cadenas) qui manipule les informations. Dans ce long métrage, Elvis Gratton se porte acquéreur d'un empire médiatique très puissant. Tout au long du film, le réalisateur Pierre Falardeau dresse une satire du monde des médias et de l'information.

## Fiche technique
| Films                   |                                          |                                             |                                                      |
| Films                   | Elvis Gratton : Le King des kings (1985) | Elvis Gratton II : Miracle à Memphis (1999) | Elvis Gratton XXX : La Vengeance d'Elvis Wong (2004) |
| ----------------------- | ---------------------------------------- | ------------------------------------------- | ---------------------------------------------------- |
| Réalisateurs            | Pierre Falardeau                         | Pierre Falardeau                            | Pierre Falardeau                                     |
| Sociétés de production  | ACPAV                                    | ACPAV                                       | ACPAV                                                |
| Sortie                  | 8 novembre 1985                          | 1er juillet 1999                            | 23 juin 2004                                         |
| Budget                  | 450 000 $                                | 3 000 000 $                                 |                                                      |
| Durée                   | 89 minutes                               | 105 minutes                                 | 105 minutes                                          |
| Société de distribution |                                          | Lions Gate Film                             | Christal Films, Les Films Séville                    |

## Personnages
| Bob « Elvis » Gratton      | Julien Poulin   | Julien Poulin         | Julien Poulin     | Julien Poulin     |                |                |
| Méo                        | Yves Trudel     | Yves Trudel           | Yves Trudel       | Yves Trudel       |                |                |
| Linda Gratton              | Denise Mercier  |                       |                   | Denise Mercier    | Denise Mercier | Denise Mercier |
| Lucien                     | Benoît Paiement |                       |                   |                   |                |                |
| Donald Bill Clinton        |                 | Barry Blake           |                   |                   |                |                |
| Agathe Pichette            |                 | Michelle Sirois       |                   |                   |                |                |
| Lisianne Gagnon            |                 | Anne-Marie Provencher |                   |                   |                |                |
| Directeur de l'information |                 |                       | Jacques Allard    |                   |                |                |
| Elvis Wong                 |                 |                       | Pedro Miguel Arce |                   |                |                |
| Steven                     |                 |                       |                   | Pierre-Paul Alain |                |                |
| Mike                       |                 |                       |                   | Dave Richer       |                |                |
| Rodger Gratton             |                 |                       |                   | Vincent Bilodeau  |                |                |

## Lieux

### Santa Banana
La République Militaire de Santa Banana est la destination voyage dans le Sud de Bob Gratton. On le retrouve dans le premier film ainsi que dans les épisodes 12 et 13 de la saison 3 de la série télévisée. Il s'agit d'un  pays sous-développé où la langue parlée est l'espagnol.
Le dictateur de ce pays est un petit homme, le général Augusto Ricochet, qui met son peuple en garde contre le socialisme par des avertissements du genre « Finito Elvis Presley, finito Hollywood, finito chaiso électrico, etc. ». Il a été détrôné par un autre dictateur et enfermé dans une prison, masqué afin que nul ne le reconnaisse, mais Bob Gratton lui a redonné le pouvoir dans le 13e épisode de la série télévisée.
Très curieusement, les concepteurs Pierre Falardeau et Julien Poulin ont donné à Augusto Ricochet l'apparence faciale et la coiffure de l'ex premier ministre du Québec René Lévesque.

### Garage
Dans la mini série télévisée de 1980, Bob Gratton exploite "hein gros garage" (sic) --autrement dit, une station d'essence avec service de mécanique automobile-- en banlieue de Montréal. Son rêve: être le premier "garagiste" au Canada à avoir un permis de vente de boissons alcoolisées.